# Saint-Martin-de-Seignanx
Saint-Martin-de-Seignanx är en kommun i departementet Landes i regionen Nouvelle-Aquitaine i sydvästra Frankrike. Kommunen ligger i kantonen Saint-Martin-de-Seignanx som tillhör arrondissementet Dax. År 2022 hade Saint-Martin-de-Seignanx 6 123 invånare.

## Befolkningsutveckling
Antalet invånare i kommunen Saint-Martin-de-Seignanx
Referens:INSEE